# ロベール豪胆公

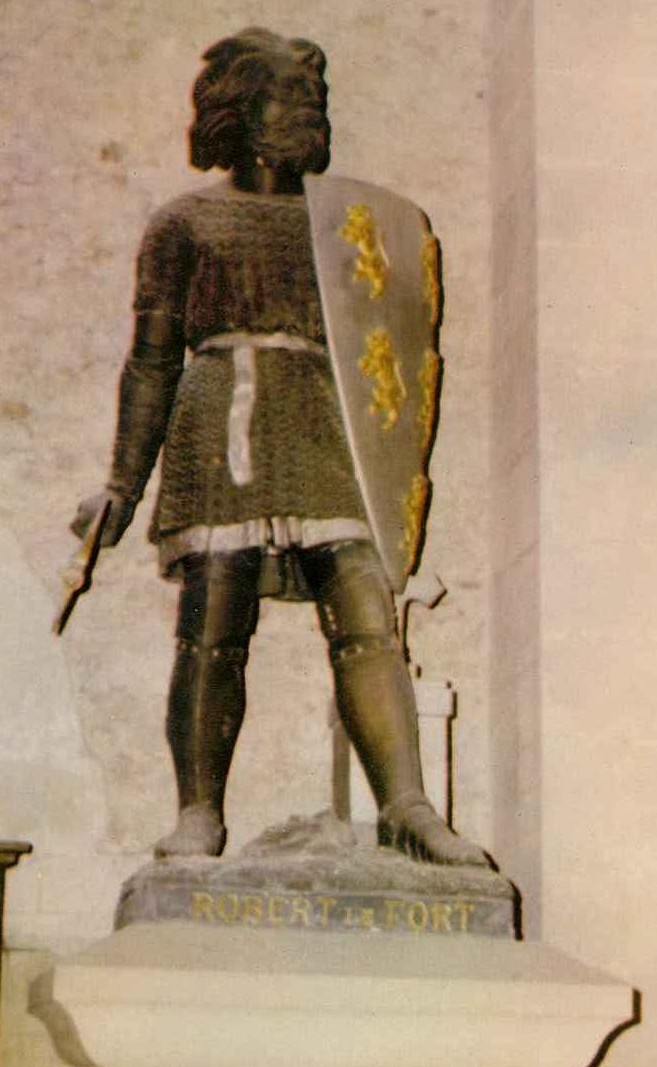
ブリサルトのノートルダム教会にあるロベール豪胆公像

ロベール豪胆公（ロベールごうたんこう、フランス語：Robert le Fort、830年頃 - 866年7月2日）は、ネウストリア辺境侯。ヴォルムスガウ伯ロベール4世ともいわれる。ロベールの一族はその名を取ってロベール家と呼ばれている。853年、ロベールは西フランク王シャルル2世により「Missus dominicus（国王巡察使）」に任ぜられた。また、ロベールは後に西フランク王となるウードおよびロベール1世の父、フランス王ユーグ・カペーの曽祖父にあたり、カペー朝(ヴァロワ・ブルボンをも含む)の祖にあたる。

## 出自
ロベールはヴォルムスガウ伯ロベール3世の子である。ロベール家の起源についてはほとんど知られていないが、一族はエスベイ（現ベルギー）出身、あるいはメッツ司教クロデガング（en）の一族の子孫ではないかと考えられている。
東フランク王ルートヴィヒ2世の時代に、ロベール家は東フランクから西フランクに移住した。その後の852年、西フランク王シャルル2世は敵対する東フランクから来たこの一族に、見返りとしてマルムーティエ修道院長の地位を与えた。さらに853年、シャルル2世はロベールにメーヌ、アンジューおよびトゥーレーヌにおけるMissus dominicusの地位を与え、ロベールは事実上、かつてのネウストリアにあたる、ル・マンを中心とするメーヌ公領（ducatus Cenomannicus）の支配権を得た。ロベールのこの勢力拡大は、メーヌを領していたロルゴ家の力を低下させることとなったが、在地勢力を抑制しネウストリアをヴァイキングやブルトン人から守る意図があった。

## 反乱
858年、ロベールはシャルル2世に対する反乱に加わった。サロモンに率いられたブリトン人勢力とともに、ロベールはネウストリア貴族を率い、東フランク王ルートヴィヒ2世の西フランク侵攻を支援し、ルートヴィヒ2世はネウストリア貴族からの忠誠の誓いを受けた。この反乱は、シャルル2世とブルターニュ公エリスポエとの間の婚姻による同盟と、シャルル２世の子ルイをネウストリア副王としたことに端を発しており、それらによってサロモンおよびロベールの権力が奪われたことが原因であった。シャルルはロベールに、ブルゴーニュのオータン伯領およびヌヴェール伯領を与えており、856年にはロベールはルートヴィヒ2世の侵攻からオータンを守っていた。しかし、857年11月に起こったエリスポエの暗殺の後、ロベールとサロモンはシャルル2世に対し反乱を起こした。
ロベールらネウストリア貴族は858年に、ルイをル・マンから追い出した。その後、ルートヴィヒ2世はオルレアンに到着し、ブリトン人およびネウストリア貴族らの代表を迎えた。861年、シャルルはロベールと和平を結び、ロベールをアンジュー伯に任じた。その後、ロベールは北沿岸をヴァイキングの侵攻から守りぬいた。
862年、シャルルは息子ルイにトゥールのサン・マルタン修道院長の位を与えた。そこは豊かな聖職録を得られたが、856年にルイが継承し858年に失った王国に比べれば小さいものであった。ルイは反乱を起こし、サロモンが味方につき、ロベールに対して戦いを開始した。
862年、2つのヴァイキングの船団がブルターニュに集まった。1つはシャルル2世によりセーヌ川から追い出され、もう一つの船団は地中海への遠征から戻ってきたものであった。サロモンはネウストリアのロワール沿岸の村を襲うために地中海の船団を雇った。ロベールは12の船を捕獲し、乗員の全てを殺害した。ロベールはサロモンの領地を襲わせるためヴァイキングの船団を6000ポンドの銀で雇った。
ロベールの明確な目的は、ヴァイキングがサロモンに仕えるのを妨げることであった。ロベールはおそらくヴァイキングにネウストリアからの退去料であるデーンゲルドを支払うために多額の税金を集めたとみられる。しかし、ヴァイキングとフランクとの間の和平は長くは続かなかった。863年、サロモンは和平を結んだが、ヴァイキングは敵の領地を略奪し、ネウストリアは荒廃した。シャルルはロベールをトゥールのサン・マルタン修道院の在俗修道院長に任じた。
後年、ロベールはピピン2世と争った。863年、ロベールは再びオータンをルートヴィヒ2世の侵攻から守った。ロベールはその死の直前にあたる865年および866年にネウストリアに遠征し、ル・マン周辺を略奪したブリトン人およびヴァイキングに対処した。

## 死と遺産
866年7月2日、ロベールはブルターニュ公サロモンとヴァイキングの族長ハスティンに率いられたブリトン・ヴァイキング連合軍の侵攻からフランクを守るため戦っていたブリサルトの戦いで戦死した。戦いの間、ヴァイキングの指揮官は近くの教会で罠にかかった。そこでロベールは教会の包囲を開始するため甲冑を脱いだ。するとヴァイキングは突然攻撃を開始し、ロベールは戦死した。ロベールのヴァイキングに対する英雄的な成功は、『フルダ年代記』に「第二のユダ・マカバイ」として描写されている。

## 子女
ロベールはアデライード・ド・トゥールと結婚し、以下の子女をもうけた。
- ウード（852年以降 - 898年） - 西フランク王（888年 - 898年）
- ロベール1世（865年頃 - 923年） - 西フランク王（922年 - 923年）
- リシルディ（レジリンディス） - ペリゴール伯ギヨーム1世（アングレーム伯ヴュルグラン1世の息子）と結婚